# 888

## Nașteri
- dată necunoscută: Gebhard de Lorena  (d. 910)

## Decese
- 13 ianuarie: Carol al III-lea, Împărat carolingian, rege al Alemaniei din 876, rege al Italiei din 879, împărat al Occidentului din 881, rege al Franciei Răsăritene din 882 și rege al Franciei Occidentale din 884 (n. 839)